# Вила у Кули
Вила се налази у улици Вељка Влаховића у граду Кули, у Западнобачком округу, у Србији. Изграђена је почетком 20. века као породична кућа. 

## Историја
Вилу су изградили чланови једне америчке породице који су у ове крајеве дошли да би се бавили пољопривредом и продајом житарица. У склопу зграде се налази двориште у коме је до недавно било пољопривредно добро.

## Вила данас
Данас се вила налази у веома лошем стању и није отворена за посетиоце.